# Twierdzenie Kroneckera-Capellego
Twierdzenie Kroneckera-Capellego – twierdzenie algebry liniowej dające kryterium istnienia rozwiązań układu równań liniowych i umożliwiające ich klasyfikację (która, opisana w niniejszym artykule jako „wniosek”, jest często przytaczana w samym twierdzeniu); stanowi ono uogólnienie opisu rozwiązań układu równań liniowych jednorodnych zawartego w twierdzeniu o rzędzie na przypadek niejednorodny.
Jako pierwszy miał je udowodnić Georges Fontené (co zaznaczył w swoim piśmie do Nouvelles Annales de Mathématiques z listopada 1875 roku), przed Eugène’em Rouchém, który opublikował wcześniej w 1875 roku pierwszą wersję twierdzenia, a następnie pełniejszą w 1880 roku. Gdy Ferdinand Georg Frobenius powoływał się na to twierdzenie w swoich pracach, przypisywał je Rouchému i Fontenému. Alfredo Capelli miał być pierwszym, który wyraził to twierdzenie w języku macierzy (za pomocą pojęcia rzędu). Wersja Leopolda Kroneckera pojawiła się w jego wykładach o teorii wyznaczników.
Polska nazwa twierdzenia (stosowana również m.in. w Rosji) nosi nazwiska Kroneckera i Capellego, choć we Włoszech przypisuje się je Rouchému i Capellemu, a we Francji wynik ten nazywa się twierdzeniem Rouchégo-Fontenégo; w Hiszpanii znane jest ono jako twierdzenie Rouchégo-Frobeniusa, najprawdopodobniej za sprawą hiszpańsko-argentyńskiego matematyka Julia Reya Pastora, który określał je w ten sposób.

## Twierdzenie
Niech dany będzie układ równań liniowych {\displaystyle \mathbf {AX} =\mathbf {B} ,} gdzie rząd macierzy {\displaystyle \mathbf {A} } typu {\displaystyle m\times n} (co oznacza, że {\displaystyle n} jest liczbą niewiadomych, a {\displaystyle m} określa liczbę równań) wynosi {\displaystyle r,} z macierzą rozszerzoną {\displaystyle \mathbf {U} =[\mathbf {A} |\mathbf {B} ]} rzędu {\displaystyle s.} Układ ten ma rozwiązanie wtedy i tylko wtedy, gdy {\displaystyle r=s.}
Wniosek
Ponieważ zbiór rozwiązań układu zależy od {\displaystyle n-r} parametrów w sposób afiniczny (tworzy przestrzeń afiniczną tego wymiaru), to w przypadku {\displaystyle r=s=n} rozwiązanie układu wyznaczone jest jednoznacznie (zerowymiarowa przestrzeń opisuje punkt). Jeśli układ jest jednorodny, to zbiór rozwiązań zależy od {\displaystyle n-r} parametrów w sposób liniowy (tworzy przestrzeń liniową tego wymiaru) i wtedy jednoznaczność rozwiązania oznacza jego trywialność, tj. {\displaystyle \mathbf {X} =\mathbf {0} .}

## Dowód
Niech {\displaystyle \mathbf {a} _{1},\dots ,\mathbf {a} _{n}} będą wektorami odpowiadającymi kolejnym kolumnom macierzy {\displaystyle \mathbf {A} ,} zaś wektorom kolumnowym {\displaystyle \mathbf {X} ,\mathbf {B} } odpowiadają wektory {\displaystyle \mathbf {x} =(x_{1},\dots ,x_{n})} oraz {\displaystyle \mathbf {b} .} Wektor {\displaystyle \mathbf {x} } jest rozwiązaniem układu wtedy i tylko wtedy, gdy {\displaystyle x_{1}\mathbf {a} _{1}+\ldots +x_{n}\mathbf {a} _{n}=\mathbf {b} ,} co ma miejsce wtedy i tylko wtedy, gdy {\displaystyle \mathbf {b} } należy do powłoki liniowej {\displaystyle \mathrm {lin} (\mathbf {a} _{1},\dots ,\mathbf {a} _{n}),} co zachodzi wtedy i tylko wtedy, gdy wymiar tej powłoki nie zwiększa się po dodaniu do niej wektora {\displaystyle \mathbf {b} ,} tj. {\displaystyle \dim \mathrm {lin} (\mathbf {a} _{1},\dots ,\mathbf {a} _{n})=\dim \mathrm {lin} (\mathbf {a} _{1},\dots ,\mathbf {a} _{n},\mathbf {b} ).} Wynika stąd, że przestrzeń wektorów kolumnowych macierzy {\displaystyle \mathbf {A} } oraz {\displaystyle \mathbf {U} } mają równe wymiary, co oznacza równość rzędów tych macierzy.